# Poesiomat (Strž u Staré Huti)
Poesiomat ve Strži u Staré Huti se nachází v Památníku Karla Čapka u přístupové cesty v zahradě u vchodu. Je věnován tvorbě Karla Čapka a vzpomínkám na něj.

## Historie
Poesiomat byl zprovozněn v sobotu 9. července 2022. Nabízí dvacet nahrávek hlasů Karla Čapka, T. G. Masaryka, Ferdinanda Peroutky a jejich přátel. Jsou zde nahrány také méně známé básně včetně „Člověče, proč nejsi ženatý“, kterou Karel Čapek požádal Olgu Scheinpflugovou o ruku po patnáctileté známosti.